# Norway (Île-du-Prince-Édouard)
Norway est une communauté dans le comté de Prince sur l'Île-du-Prince-Édouard, au Canada, au nord de Tignish.